# جيمس لورانس (لاعب كريكت بريطاني)
جيمس لورانس (29 نوفمبر 1976 - ) (بالإنجليزية: James Lawrence)‏ هو لاعب كريكت بريطاني.